# A magyar emlősnevek eredete
A különféle emlősök köznapi magyar nevei különféle nyelvi forrásokból erednek. Akadnak közöttük finnugor, sőt uráli eredetű alapszavak, illetve olyan jövevényszavak, amelyek már a honfoglalást követően kerültek a magyar nyelv szókészletébe. A különféle elnevezések nyelvi eredete természetesen összefügg azzal, hogy a magyarság hol és mikor ismerte meg az adott állatokat, és a nyelv fejlődésének mely korszakában merült fel az adott taxon magyar nyelvű megnevezésének igénye. Természetes, hogy ez az igény a honos emlősök, és különösen a hagyományos háziállatok vonatkozásában hamarabb jelentkezett, mint a különféle egzotikus emlősök esetében.

## Előmagyar kor
Egyes emlősökre vonatkozó szavaink közül több olyan is akad, amely még anyanyelvünknek az uráli, finnugor, illetve ugor nyelvközösségből való kiválása előtti időkből származik. Az uráli alapnyelvre vezethető vissza például a nyúl szavunk, valamint a hölgy (=hermelin) és a ravasz (=róka) is, bár ez utóbbi kettő mára elvesztette eredeti, emlősökkel kapcsolatos jelentését (igaz, a ravasz a róka szó állandó jelzőjeként megmaradt, a hölgy szó eredeti jelentésére azonban ma már csak a Tolna vármegyei Hőgyész neve utal). A ló szavunk az ugor alapnyelvből ered, más rokon nyelvekben is hasonló szót használnak ennek az állatnak a megnevezésére (osztyákul például lau a neve). Említést érdemel az is, hogy a lovak, csikók korára vonatkozó hagyományos kifejezések (elsőfű, másodfű, harmadfű) hasonló logikájú megfelelői a többi ugor nyelvben is ismertek.

## Ősmagyar kor
A nyelvközösségből való kiválástól a honfoglalásig terjedő ősmagyar korban főként az ótörök nyelvek hatása volt erős. Ótörök eredetű például a disznó, a teve, az oroszlán és a bölény szavunk is. A tevét törökül ma is deve néven ismerik, de az ótörök alapszó a mongolba (és onnan a jakutba), az albánba (és onnan a szerbhorvátba), a cseremiszbe és a votjákba is átkerült. A cseh és a szlovák nyelvbe (tava alakban) magyar közvetítéssel került. Az oroszlán szó a török nyelvek szinte minden ágában ismeretes, leginkább arslan formában (ujgur, oszmán, tatár, altaji, csuvas stb.), de a török nyelvekből került át a perzsába, a mongolba és a mandzsuba is. A bölény szó eredetileg a jávorszarvast jelölhette, a magyar változatnak megfelelő baskír bülen, a tatár bolan, az altaji bulan és a csuvas palan legalábbis mind jávorszarvast, vagy nagy testű szarvast jelent.

## Ómagyar kor
A honfoglalástól a mohácsi vészig terjedő ómagyar korban további szókincsbővüléssel gyarapodott nyelvünk emlősökre vonatkozó szókészlete. E szavak jelentős része szláv eredetű (például medve, hörcsög, macska), de akad közöttük amely latin közvetítéssel, főként egyházi szövegek útján került át a magyar nyelvbe (például tigris, párduc, elefánt). A majom szavunk a perzsa maimún-ból ered, amelyből – arab közvetítéssel – az angol baboon (=pávián) szó is eredeztethető. A magyarba valószínűleg az Árpád-korban Magyarországon megtelepedett mohamedánok közvetítésével került.

## Elveszett állatnevek
Egyes emlősök eredeti nevei rituális okokból nem maradtak fenn. A farkasok (nádi farkas a toportyánféreg), illetve a szarvasok megjelölésére szolgáló eredeti szavak ugyanis – mivel ezen állatok neve tabu volt, így tilos volt kimondani – a használat hiánya miatt elvesztek. Helyettük a tilalmas név használatát mellőző, körülíró formák („farkas állat”, „szarvas állat”) maradtak fenn, és vették át az elveszett nevek szerepét. Hasonló a helyzet a medvével is, amelynek eredeti magyar neve ugyancsak elveszhetett, ezért került nyelvünkbe az ómagyar korban a szláv eredetű medve szó (amelynek ószláv eredetije is körülíró forma, „mézevőt” vagy „mézlátót” jelent).

## Az írásbeliség elterjedése
A magyar nyelvű írásbeliség elterjedése összetett hatással volt az emlősökre vonatkozó szókincsre. Egyrészt kikristályosodott a szavak írott formája, másrészt egységesedtek a tájegységenként esetleg eltérő módon használt elnevezések. Ugyanakkor az állatokkal foglalkozó ismeretterjesztő és szakirodalom folyamatos terjedése nyomán egyre több egzotikus emlős megnevezése is szükségessé vált. Ez kezdetben nehézkesen, többnyire a latin névváltozat megtartásával történt. Így Apáczai Csere János 1653-ban még a hyaena (=hiéna), alces (=jávorszarvas), unicornis (=egyszarvú) szavakat használta az egyébként magyar nyelvű szövegben, 1702-ben pedig hasonlóként járt el Miskolczi Gáspár is a balaena (=bálna), a phoca (=fóka) és az orca (=kardszárnyú delfin) szavak használatakor. Molnár János 1783-ban már Tzet-halról írt, de még Csokonai is inkább a balaena szó használatát tartotta helyénvalónak.

## Természettudományos igény
Az első magyar nyelvű állattani munka, amely már Linné rendszertanát követte, 1801-ben jelent meg. Földi János munkáját számos további követte, és ezzel párhuzamosan tovább kellett gyarapodnia a magyar nyelv emlősökre vonatkozó szókincsének, elsősorban azért, hogy az egzotikus, korábban magyar nyelvű szövegben még sohasem említett állatokat is meg lehessen nevezni. Ezzel együtt megjelent egy másfajta igény is, az elnevezések ugyanis ettől kezdve nem különféle típusokat, hanem konkrét fajokat, taxonokat jelöltek. Az előbbi igényt idegen elnevezések fordításával vagy meghonosításával, az utóbbit a rokonságra utaló jelzős szerkezetek kialakításával igyekeztek kielégíteni.
A kezdeti mértéktartó névadási gyakorlat után (amelynek például az emlős, vagy a ragadozó szavakat köszönhetjük), a nyelvújítás korában az vált általános törekvéssé, hogy mindenhonnan „kigyomlálják” az idegen eredetű elnevezéseket. A zsiráfot tehát foltos nyakorjánnak, a földimalacot pedig reményfoki vájlábnak nevezték, ám ezt a  gyakorlatot a kortársak közül többen is vitatták. A vita végül az 1880-as években jutott nyugvópontra, részint Kossuth Lajos állásfoglalása nyomán, aki azt vallotta, hogy "…azon nemeket és fajokat illetőleg, melyekre nézve a legkülönbözőbb mívelt nyelvekben ugyanazon egy szó van az életben elfogadva, akárminő eredetű is legyen az, azzal a magyar is élhet, a nélkül, hogy nyelve tisztaságának ártana.”
A magyar nyelv emlősökkel kapcsolatos szókincsét jelentősen gyarapította Alfred Brehm Tierleben című munkájának két magyar fordítása (Az állatok világa), természetesen főként német eredetű, vagy német közvetítéssel a magyarba került elemekkel. A német hatást a 20. század második felében néhány további német szakkönyv magyar kiadása erősítette. Az utóbbi időben viszont főképp az angolszász hatás érvényesül.